# Hildegard
Hildegard ist ein weiblicher Vorname.

## Herkunft und Bedeutung
Hildegard ist ein alter deutscher weiblicher Vorname, dessen erster Bestandteil aus althochdeutsch hilt(j)a = Kampf gebildet ist. Der zweite Bestandteil stammt aus dem Germanischen und bedeutet Schutz.

## Verbreitung
Zu Ausgang des 19. Jahrhunderts war der Name Hildegard in Deutschland mäßig populär. Dies änderte sich in den ersten Jahren des 20. Jahrhunderts, so dass der Name vom Anfang der 1910er Jahre bis zum Anfang der dreißiger Jahre unter den zehn am häufigsten vergebenen weiblichen Vornamen war, im Jahr 1922 sogar der häufigste überhaupt. Dann schwand seine Popularität zunächst allmählich, ab Mitte der Vierziger stark, so dass heute kaum noch Kinder Hildegard genannt werden.

## Varianten
- Hildegarda (poln.)[2]
- Hildegarde
- Hildyard
- Hilke

## Namenstag
Namenstag ist der 17. September.

## Namensträgerinnen

### Einzelname
- Hildegard (758–783), Ehefrau Karls des Großen
- Hildegard (828–856), Äbtissin des Klosters Fraumünster in Zürich
- Hildegard von Stein (≈910–985), Heilige in Kärnten
- Hildegard (fl. nach 1000), 5. Äbtissin des freiweltlichen Damenstifts Buchau
- Hildegard von Egisheim (1024–1094), Mitglied der Grafschaft Egisheim, Stammmutter der Staufer
- Hildegard von Thüringen (auch: von Schauenburg; ≈1045–1104), Stammmutter der Henneberger
- Hildegard von Bingen (1098–1179), Benediktinerin und bedeutende Universalgelehrte
- Hildegard Luise von Bayern (1825–1864), österreichische Erzherzogin
- Hildegard Maria von Bayern (1881–1948), bayerische Prinzessin

### Vorname
- Hildegard Alex (* 1942), deutsche Schauspielerin
- Hildegard Behrens (1937–2009), deutsche Opernsängerin (Sopran)
- Hildegard Burjan (1883–1933), österreichische Sozialpolitikerin und Ordensgründerin
- Hildegard Cornelsen (1905–1981), deutsche Schulbuchautorin, Verlegerin und Grafikerin
- Hildegard Falck (* 1949), deutsche Leichtathletin und Olympiasiegerin
- Hildegard Feidel-Mertz (1930–2013), deutsche Erziehungswissenschaftlerin, Hochschullehrerin
- Hildegard Förster-Heldmann (* 1958), deutsche Politikerin (Bündnis 90/Die Grünen)
- Hildegard Gosebrink (* 1969), deutsche römisch-katholische Theologin und systemische Supervisorin
- Hildegard Grzimek (1911–1984), deutsche Buchautorin
- Hildegard Hahn (* 1938), deutsche Künstlerin
- Hildegard Hamm-Brücher (1921–2016), deutsche Politikerin
- Hildegard Herget (1930–2019), deutsche Künstlerin und Sportlerin
- Hildegard Elisabeth Keller (* 1960), Schweizer Autorin, Literaturwissenschaftlerin, Literaturkritikerin, Übersetzerin und Dokumentarfilmerin
- Hildegard Knef (1925–2002), deutsche Schauspielerin
- Hildegard Krekel (1952–2013), deutsche Schauspielerin
- Hildegard Margis (1887–1944), deutsche Frauenrechtlerin, Autorin und Widerstandskämpferin
- Hildegard Peplau (1909–1999), US-amerikanische Krankenschwester, Pflegetheoretikerin und Professorin
- Hildegard Perl (* 1965), deutsche Gambistin und Hochschullehrerin, siehe → Hille Perl
- Hildegard Peters (1923–2017), deutsche Malerin und Lehrerin
- Hildegard Piscator (1900–1970), deutsche Schauspielerin und Schriftstellerin
- Hildegard Pohl (* 1959), deutsche Pianistin und Klavierpädagogin
- Hildegard Maria Rauchfuß (1918–2000), deutsche Schriftstellerin
- Hildegard Rosenthal (1913–1990), schweizerisch-deutsche Fotojournalistin
- Hildegard Schmahl (* 1940), deutsche Theater- und Film-Schauspielerin
- Hildegard Schroedter (* 1958), deutsche Schauspielerin
- Hildegard von Spitzemberg (1843–1914), Berliner Salonnière
- Hildegard Strickerschmidt (1930–2020), deutsche Sonderpädagogin und Autorin
- Hildegard Teuschl (1937–2009), österreichische Sozialreformerin, Gründerin der Hospizbewegung in Österreich
- Hildegard le Viseur (1910–1999), deutsche Hürdenläuferin
- Hildegard Voigt (1856–1936), deutsche Schriftstellerin
- Hildegard Wegscheider (1871–1953), deutsche Lehrerin, Schulreformerin, Politikerin (SPD) und Frauenrechtlerin
- Hildegard Wensch (1926–2004), deutsche Schauspielerin und Kabarettistin
- Hildegard Wortmann (* 1966), deutsche Managerin

## Fiktive Namensträgerinnen
- Hildegard Bernbacher, die Frau von Meister Eders Freund Georg „Schorsch“ Bernbacher aus Meister Eder und sein Pumuckl
- Hildegard Sonnenbichler, Frau von Alfons Sonnenbichler, Sous-Chefköchin des „Fürstenhofs“ in Sturm der Liebe